# Mentor (Kentucky)
Mentor és una població dels Estats Units a l'estat de Kentucky. Segons el cens del 2000 tenia 181 habitants.

## Demografia
Segons el cens del 2000, Mentor tenia 181 habitants, 70 habitatges, i 56 famílies. La densitat de població era de 129,4 habitants/km².
Dels 70 habitatges en un 35,7% hi vivien nens de menys de 18 anys, en un 68,6% hi vivien parelles casades, en un 7,1% dones solteres, i en un 20% no eren unitats familiars. En el 17,1% dels habitatges hi vivien persones soles el 4,3% de les quals corresponia a persones de 65 anys o més que vivien soles. El nombre mitjà de persones vivint en cada habitatge era de 2,59 i el nombre mitjà de persones que vivien en cada família era de 2,84.
Per edats la població es repartia de la següent manera: un 21,5% tenia menys de 18 anys, un 9,9% entre 18 i 24, un 30,4% entre 25 i 44, un 24,3% de 45 a 60 i un 13,8% 65 anys o més.
L'edat mediana era de 39 anys. Per cada 100 dones de 18 o més anys hi havia 100 homes.
La renda mediana per habitatge era de 56.875 $ i la renda mediana per família de 55.938 $. Els homes tenien una renda mediana de 44.000 $ mentre que les dones 27.813 $. La renda per capita de la població era de 24.245 $. Entorn del 3,8% de les famílies i l'1,8% de la població estaven per davall del llindar de pobresa.

## Poblacions més properes
El següent diagrama mostra les poblacions més properes.